# Primaz da Hungria
Primaz da Hungria é um título honorífico pertencente ao Arcebispo de Esztergom-Budapeste que, deste modo, se designa Arcebispo Primaz da Hungria. enquanto perdurava o Reino da Hungria, os primazes de Esztergom também eram conhecidos como "Príncipes Primazes", uma vez que gozavam de grande prestígio e poder. Assim, era o Primaz autorizado a realizar sínodos nacionais, pelo Legatus Natus da Santa Igreja Romana e, portanto, tinha o direito, dentro de sua legação (território onde representava o Papa), para ter a cruz levada diante dele, lidava diretamente com Roma e tinha o direito de visitação na sés episcopais e as casas religiosas na Hungria, com exceção da Abadia de Pannonhalma (S. Martinus em Monte Pannoniæ).
A partir de 1715, era considerado chanceler e príncipe do Sacro Império Romano-Germânico. Por tradição, era o Primaz da Hungria quem coroava os Reis da Hungria.